# Корчівська сільська рада (Червоноармійський район)
Корчівська сільська рада — колишня адміністративно-територіальна одиниця та орган місцевого самоврядування у Червоноармійському (Пулинському) районі Волинської округи, Київської та Житомирської областей Української РСР з адміністративним центром у селі Корчівка.

## Населені пункти
Сільській раді на час ліквідації були підпорядковані населені пункти:
- с. Габрівка
- с. Корчівка
- х. Липівка

## Населення
Кількість населення ради, станом на 1923 рік, становила 891 особу, кількість дворів — 172, у 1924 році — 911 осіб.

## Історія та адміністративний устрій
Створена 1923 року в складі сіл Корчівка, Лодзянівка (Лодзянка), Юзефин, хутора Пугаків та колоній Габрівка, Лодзянівка (Лодзянка) і Юзефин Пулинської волості Житомирського повіту Волинської губернії. 18 лютого 1923 року, відповідно до рішення Волинської ГАТК (протокол № 1 «Про об'єднання населених пунктів у сільради, зміну складу і центрів сільрад»), с. Лодзянка та кол. Лодзянка передані до складу Мартинівської сільської ради. 7 березня 1923 року увійшла до складу новоствореного Пулинського району Житомирської (згодом — Волинська) округи. 3 листопада 1923 року, відповідно до рішення Волинської ГАТК (протокол № 5 «про зміни в межах округів, районів і сільрад»), до складу ради включено колонію Ягодинку (Ягоденку) Адамівської сільської ради Пулинського району. 23 лютого 1924 року, відповідно до рішення Волинської ГАТК (протокол № 7/2 «Про зміни меж округів, районів та сільрад»), х. Пугаків передано до складу Адамівської сільської ради. 27 жовтня 1926 року колонії Габрівка, Юзефин та Ягодинка передані до складу новоствореної Габрівської сільської ради Пулинського (згодом — Червоноармійський) району. Станом на 1 жовтня 1941 року с. Юзефин не числиться на обліку населених пунктів. У 1946 році на обліку значаться села Габрівка та Липівка ліквідованої Габрівської сільської ради Червоноармійського району Житомирської області.
Станом на 1 вересня 1946 року сільська рада входила до складу Червоноармійського району Житомирської області, на обліку в раді перебували села Габрівка, Колодіївка, Корчівка та х. Липівка.
Ліквідована 11 серпня 1954 року, відповідно до указу Президії Верховної ради Української РСР «Про укрупнення сільських рад по Житомирській області», територію та населені пункти ради приєднано до складу Мартинівської сільської ради Червоноармійського району Житомирської області.